# 加里戈拉斯
加里戈拉斯（西班牙語：Garrigolas），是西班牙加泰罗尼亚赫罗纳省的一个市镇。总面积9.15平方公里，总人口157人（2013年），人口密度17人/平方公里。